# 快楽有go正
快楽有go正（Happy Go）は、台湾の中華電視公司で2007年1月13日 - 2008年12月20日に放送されていたバラエティ番組である。

## 概要
台湾の弁護士資格を持つ謝震武が司会を務める人気法律バラエティ。番組構成は、まずアシスタントが様々な身近な法律問題をコントで紹介し、次にゲストが答えを選択し、最後に謝震武が法律や判例に基づいて解答を提示するというもの。ゲストが解答を間違えると、罰としてドライアイスの煙が噴射される。毎回のコントが少々過激ではあるが、楽しく法律を学べる内容となっている。また、台湾の法律だけでなく日本の法律も紹介されている。

## 出演者
- 司会 - 謝震武
- アシスタント - 劉真、楊千霈、JR、GINO

## 放送時間
- 中華電視公司：土曜日 20:00 - 22:00（台湾時間）
- TVBS-ASIA：土曜日 19:00 - 21:00（台湾時間）
- TVB大富（スカイパーフェクTV 等）: 日曜日 10:30 - 12:00

## 日本での視聴
日本からは、TVB大富（スカイパーフェクTV等）で視聴できる。